# 鳥はむ

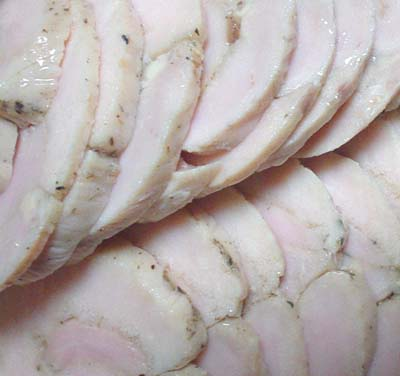
鳥はむの調理例

鳥はむ（とりはむ）とは、ハム状の食感を持つ鶏肉料理。鳥ハムと書かれることもある。
鳥胸肉を使い、燻製の手順を踏まないなど、一般的なハムとは材料や調理法が大きく異なる。

## 概要
食感は名前通り、ハムによく似ている。
良質なたんぱく質が多く含まれており、皮を取るとさらに低脂肪である。鶏肉の中でも安い胸肉をいかにおいしく食べるかを目的に実験を重ね工夫されたものであり、材料費が安い事も特徴である。

## レシピの普及
2001年4月3日に2ちゃんねるの料理板内のスレッド「鶏肉 むねVSもも」の中において、考案者（投稿番号89）がレシピの書き込みを行った。当初は「鷄ハム」表記が多勢であったが、同年5月30日に独立した「鳥はむスレッド」が作成され、「鳥はむ」表記がこの時に初登場し、徐々にこの表記が主流となっていった。これらの要因から、2ちゃんねる発祥の料理として、インターネット上に派生・一般化していった。
2001年7月18日、クックパッドにおいてユーザーが「(゜д゜)ウマー2ちゃんの鳥ハム」としてレシピを紹介。
2002年3月29日にAll Aboutの「料理のABC」における記事「掲示板で話題!鶏ハムの作り方・レシピ」にて、ガイドによって多少改変されたレシピが掲載された。
2003年5月22日、ヤフーBBマガジン2003年7月号「ホットトピックス ONLINE」において特集が組まれてレシピが紹介された。
2004年4月には、All About「料理のABC」のガイドが炊飯器を使用した調理法を考案。
2006年4月3日放送の『はなまるマーケット』のコーナー｢とくまる｣（テーマ：鳥ムネ肉） にて、簡単な歴史や多少改変されたレシピが紹介された。出演者に大好評であり、放送後視聴者の反響が非常に大きかったこともあって同年8月16日放送「しってとくまるグランプリ」“しって得するおいしさアップ術”部門の最優秀作品となる。各最優秀作品の中から出演者が選ぶ『しってとくまる大賞』にも圧倒的高評価で選ばれ、最優秀作品と大賞の2冠に輝いた。これ以降もはなまるマーケットで何度か紹介されている。
- 2007年1月26日放送の「とくまる」（テーマ：2007年流行予想グルメ）で『2006年視聴者に1番反響を呼んだレシピ』として簡単に紹介され[8]、その際司会の岡江久美子が「時々作っている」との発言を行った。
- 2008年8月27日放送の「とくまる」（テーマ：節約レシピ集）で「伝説のレシピ」として、鳥はむ〜はなまるバージョン〜のレシピを紹介[10]。
- 2009年8月26日放送の「とくまる」（テーマ：しってとくまるグランプリ 本日決定!丸得ワザの頂点）では「2006年しってとくまる大賞に選ばれたレシピ」して紹介[9]。
- 2011年2月9日放送の「とくまる」（テーマ：塩鶏）では「はなまるこれさえあればヒットシリーズ」のひとつとして紹介[11]。

2009年9月20日放送の『JA全農プレゼンツ 田中雄介の食卓応援隊』（TBSラジオ）にて、ゲスト出演したフードスタイリストのマロンが多少改変したレシピを紹介した。
2010年代に入ってからは、下記のように個人によって大幅にアレンジしたレシピも出てきており紹介されている。
2010年4月18日放送の『a life』（東海テレビ）にて、はちみつ料理研究家がアレンジしたレシピを紹介。同年12月7日放送の『きょうの料理』（NHK）にて、脇屋友詞が大幅にアレンジしたレシピを紹介。同年12月27日放送の『PON!』（日本テレビ）内コーナー「いますぐマネシピ!簡単すぎてごめんねごめんね〜」にて、浜内千波が大幅にアレンジしたレシピを紹介。
2011年3月8日放送の『あっぷ&UP!』（関西テレビ）にて、大幅にアレンジしたレシピを紹介。
2012年1月24日、はてなブックマークニュース・ネタりか（Yahoo! JAPAN）の記事「タモリ流&平野レミレシピも! リーズナブルな“鶏むね肉”をおいしく食べよう」にて、2ちゃんねる発祥の人気レシピとして紹介した。

## 基本的なレシピ
当初のレシピは「鳥の胸肉に、塩、胡椒などをすり込み、ジッパーつき食品保存袋に入れて空気を抜き、冷蔵庫で2日間ほど保存した後15分程茹でる」というもの。レシピ登場から20年経過後においても基本レシピに変化はないが、個々のアイデアによって様々な工夫やバリエーションが生み出されている。